# Janowice (Tarnów)
Pour les articles homonymes, voir Janowice.
Janowice est une localité polonaise de la gmina de Pleśna, située dans le powiat de Tarnów en voïvodie de Petite-Pologne.